# Leny Meyer
Leny Remo Meyer (* 1. Juli 2004 in Vevey) ist ein Schweizer Fussballspieler.

## Spielerkarriere

### Im Verein
Meyer spielte in der Jugend ab 2012 durchgehend für den FC Luzern, bei dem er sämtliche Jugendmannschaften durchlief. Noch als Jugendspieler kam der Aussenverteidiger ab Juni 2021 regelmässig in der zweiten Mannschaft des Vereins zunächst in der vierthöchsten, ab 2022 der dritthöchsten Spielklasse zum Einsatz. Im Alter von 17 Jahren erhielt er im Sommer 2022 seinen ersten Profivertrag und rückte in die erste Mannschaft des Vereins in der Super League auf. In seiner ersten Saison 2022/23 bestritt er dort insgesamt sechs Pflichtspiele. In der anschliessenden Saison 2023/24 fiel er zunächst lange Zeit verletzt aus, erhielt nach seiner Rückkehr im Frühjahr 2024 aber regelmässig Einsatzzeit und kam bis zum Saisonende auf insgesamt 14 Pflichtspiele in Liga und Cup. Gegen den FC Basel erzielte er am 5. Mai 2024 seinen ersten Treffer in der höchsten Liga der Schweiz.
Nach Beginn der Saison 2024/25 bestritt er mit dem FC Luzern noch jeweils ein weiteres Superliga-Spiel mit der Profimannschaft und ein Drittliga-Spiel mit der Reserve, ehe er den Verein Ende August 2024 verliess. Stattdessen wechselte Meyer zum deutschen Bundesligisten VfB Stuttgart, der ihn für seine zweite Mannschaft in der 3. Liga verpflichtete.

### Nationalmannschaft
Meyer spielte seit 2019 für verschiedene Schweizer Nachwuchsnationalmannschaften ab der U15.

## Familiärer Hintergrund
Meyer ist der Sohn des ehemaligen Fussballspielers Rémo Meyer, der seit 2017 auch Sportchef des FC Luzern ist. Sein Bruder Sascha Meyer ist ebenfalls Fussballspieler.